# Monumento al Deportato
Il Monumento al Deportato è un'opera scultorea del 1998 progettata dallo studio BBPR dell'architetto Lodovico Barbiano di Belgiojoso, ex deportato, e dell'architetto Alberico Barbiano di Belgiojoso, suo figlio. Si trova all'interno del Parco Nord Milano, nel territorio del comune di Sesto San Giovanni, in cima a una collinetta composta dalle macerie delle fonderie della Breda, in particolare della IV Sezione Siderurgica.
Il monumento è dedicato ai cittadini che lavoravano nelle fabbriche dell'area industriale di Sesto San Giovanni, arrestati e deportati nei campi di concentramento nazisti, a seguito degli scioperi del marzo 1944, ma anche per attività antifascista, per azioni partigiane, o semplicemente a seguito di rastrellamenti.

## Caratteristiche
Si tratta di un'opera diffusa o itinerante: per salire alla cima della collinetta, si attraversa un breve tratto di sentiero acciottolato che rimanda al percorso che i deportati percorrevano per giungere alla cosiddetta scala della morte nel campo di concentramento di Mauthausen-Gusen. Lungo il tratto sinistro del sentiero si trova una pietra con incisi i nomi degli autori del progetto e la dedica, che recita:
Poco dopo ha inizio una scala molto ripida, con alti gradini, che evoca appunto la scala della morte che portava alla cava di Mauthausen. Alla fine della salita comincia a intravedersi il monumento: trentuno masselli di porfido disposti a semicerchio, con incisi i 559 nomi dei deportati delle industrie della zona, sia deceduti durante la deportazione, che sopravvissuti ad essa. In origine i masselli erano 25 con 460 nomi, ma grazie alla ricerca del presidente dell'ANED di Sesto San Giovanni, Giuseppe Valota, nel 2004 il monumento è stato aggiornato ai dati più recenti e sono stati aggiunti i necessari elementi. Al centro del semicerchio si erge una stele rappresentante la figura stilizzata del deportato, con gli arti inferiori radicati nelle pietre e con massi al posto della testa. Alla base della stele si trovano due grandi contenitori con sassi provenienti dalle cave dei campi di concentramento e sterminio di Gusen e di Mauthausen e sei teche con ceneri e terre dei campi di Gusen, Mauthausen, Dachau, Auschwitz, Ebensee, Ravensbrück e del Castello di Hartheim, dove furono deportati i lavoratori. Sempre alla base del monumento si trova la seguente iscrizione:

## Storia

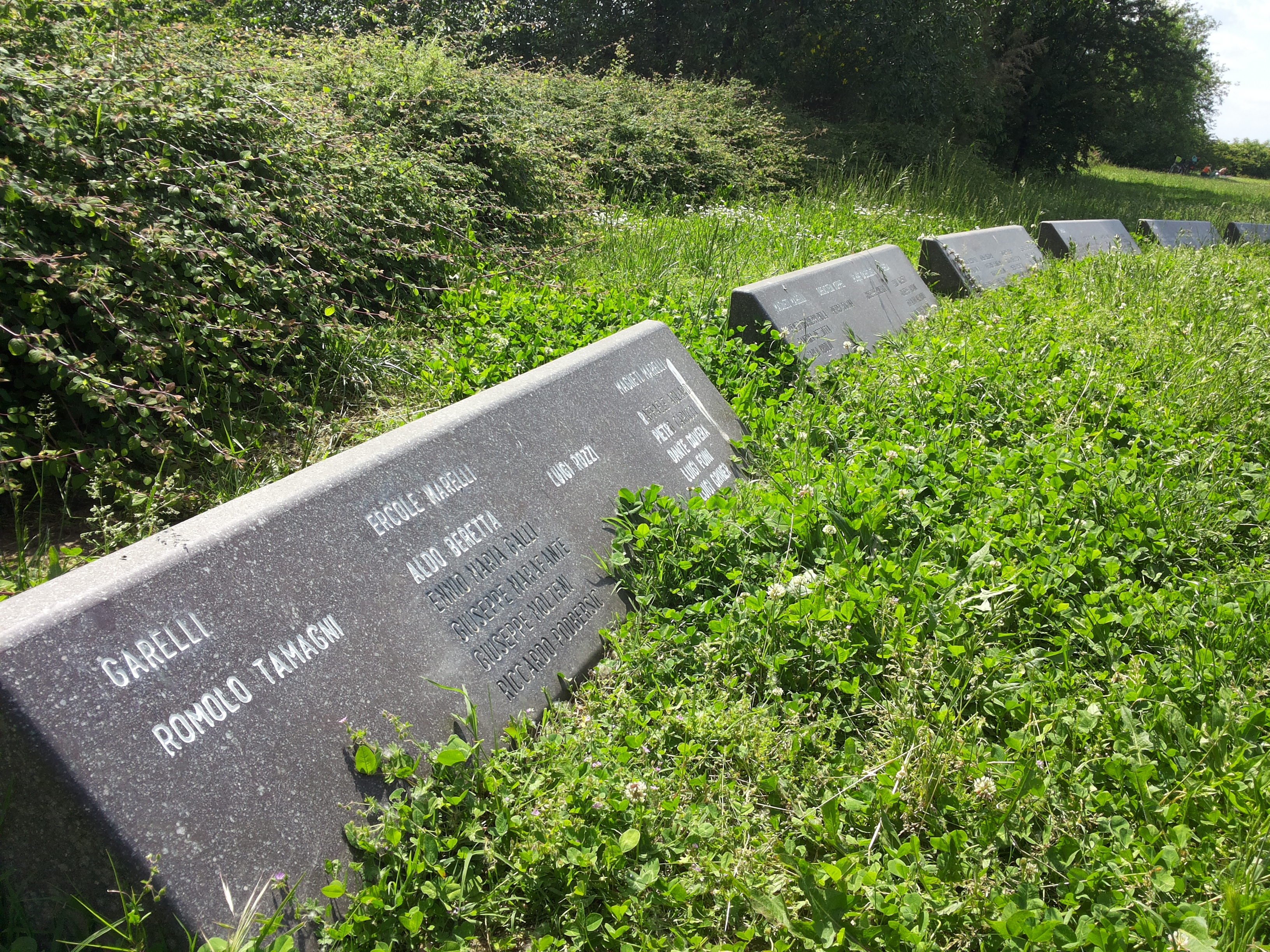
Monumento al Deportato, alcuni dei masselli di porfido con i nomi dei deportati e le fabbriche in cui lavoravano.

Da alcuni documenti depositati presso il Comune di Sesto San Giovanni è possibile far risalire l'idea originaria di questo monumento al 1978, quando l'allora Presidente della Repubblica Sandro Pertini fece dono a Sesto, città Medaglia d'oro al valor militare per la Resistenza, del progetto di un monumento, allora denominato allo schiavo di tutti i tempi, dell'architetto Lodovico Barbiano di Belgiojoso. Ma il progetto, prima di essere realizzato, incontrò diversi problemi legati alla logistica e al reperimento dei materiali pensati dall'autore: per la struttura principale aveva previsto il Cor-ten, un tipo di acciaio che per il suo aspetto austero e semplice garantisse, in virtù di una ossidazione (ruggine)  lentissima, una lunga durata, così come altri materiali a cui il progettista non voleva rinunciare.
Nel 1994 il progetto venne rispolverato dal comune di Sesto e venne contattato Belgiojoso che garantì una disponibilità pressoché totale. Il designer Giovanni Sacchi realizzò e donò alla città un modello del monumento, in legno, scala 1:10. Giuseppe Valota dell'ANED iniziò un confronto piuttosto serrato col Belgiojoso per adattare il progetto del monumento alla realtà della deportazione sestese. L'industriale Steno Marcegaglia, insediatosi con le sue aziende nell'area ex-Breda, donò il grande manufatto in Cor-ten alla comunità. I Melzi, proprietari dell'omonima cava, consigliarono una pietra d'Istria, simile a quella prevista dal progetto originario, ma a buon mercato. Collaborarono al progetto anche molte altre nuove aziende delle ex aree industriali di Sesto.
Per la posa del monumento vennero proposti tre diversi punti all'interno del Parco Nord Milano, nel territorio di Sesto San Giovanni: il rondò alberato in cui convergono tutti i percorsi del parco, la piazzola a prato che domina il campo volo e il boschetto che guarda la Breda. La scelta venne effettuata dall'allora novantenne architetto Belgiojoso, che optò per la terza soluzione. I motivi per questa scelta furono la visibilità del monumento dall'area della Breda e dal viale Fulvio Testi. Il monumento fu inaugurato il 28 novembre 1998.